# Alfredo Ottaviani
Pour les articles homonymes, voir Ottaviani.
Alfredo Ottaviani, né le 29 octobre 1890 à Rome et mort le 3 août 1979 au Vatican, est un cardinal qui fut secrétaire du Saint-Office puis propréfet de la Congrégation pour la doctrine de la foi entre 1959 et 1968.

## Biographie

### Jeunesse et premières fonctions à la Curie
Issu du quartier populaire du Transtévère, son père est boulanger. Il suit sa scolarité chez les frères des écoles chrétienne de ce quartier. Puis il rejoint le séminaire pontifical romain et obtient des doctorats en théologie, en philosophie et en droit canon. Il est ordonné prêtre le 18 mars 1916 et devient professeur de philosophie et droit canon dans les universités pontificales urbanienne et du Latran. Il remplit un ministère pastoral à l'Oratoire Saint-Pierre.
À partir de 1922, il est appelé à remplir des charges au sein de la Curie romaine, et en 1926, il en devient membre assurant des fonctions diverses de secrétariat au sein de la secrétairerie d'État. Il devient protonotaire apostolique en 1931.
En 1935, il passe à la Sacrée Congrégation du Saint-Office et en devient assesseur.

### Cardinal du Saint-Office
C'est lors du consistoire du 12 janvier 1953 qu'il est créé cardinal avec le titre de cardinal-diacre de Santa Maria in Domnica. Il occupe alors le poste de prosecrétaire du Saint-Office. Il participe au conclave de 1958 qui élit Jean XXIII. En novembre 1959, il est nommé secrétaire de la Congrégation du Saint-Office. Il participe à la préparation du concile Vatican II. Il devient cardinal protodiacre en 1961. Il est nommé titulaire de l'archidiocèse de Veria le 5 avril 1962 et est sacré évêque le 19 avril par le pape Jean XXIII.
Il participe au concile Vatican II. En tant que cardinal protodiacre, le 30 juin 1963, il couronne Paul VI après l'élection pontificale. Après la réforme du Saint-Office qui devient la Congrégation pour la doctrine de la foi, il en devient le propréfet. Il démissionne de cette charge en 1968.
Il perd sa capacité à participer au conclave en 1971, atteint par la limite d'âge de 80 ans. Il meurt au Vatican en 1979, et y est enterré.

### Son action au Saint-Office et pendant le concile Vatican II
Le 12 janvier 1953, il est créé cardinal et nommé prosecrétaire du Saint-Office, puis en devient le secrétaire le 7 novembre 1959 (à cette époque, le secrétaire en était le responsable de fait, le pape en restant le responsable officiel). À la tête de ce dicastère de 1959 à 1968, il marque un grand zèle pour lutter contre les erreurs doctrinales et des nouveautés théologiques qui apparaissent pendant la préparation du concile et pendant le concile lui-même, et qu'il perçoit comme dangereuses. Ceci en fait une des personnalités de la curie les plus opposées aux courants dits modernistes. 
Considéré comme le principal porte-parole du courant conservateur lors du Concile Vatican II, il y est ouvertement critiqué par les autres membres de la curie au sujet de la préparation dudit concile, puis plus directement mis en cause lors d'une demande de réforme du Saint Office, en particulier le 8 novembre 1963 lors d'une confrontation avec Joseph Frings dont le secrétaire est Joseph Ratzinger. La question de la liberté religieuse l'oppose aussi au cardinal Augustin Bea.
Il est le dernier grand défenseur de l'École du Droit Public Ecclésiastique, école de pensée relative au droit canonique. Il est également le rédacteur de la réglementation Crimen Sollicitationis, qui prévoit l'excommunication des fautifs de crimes sexuels et les empêche d'échapper à la justice non ecclésiastique.

#### Rédaction du «Bref examen critique» au sujet de la nouvelle messe de Paul VI
Le 25 septembre 1969, les cardinaux Alfredo Ottaviani et Antonio Bacci écrivent une lettre au pape Paul VI pour critiquer le Novus Ordo Missae (et la nouvelle « Institutio generalis » qui présente ce Novus Ordo) établissant la messe de Paul VI : le Bref examen critique du nouvel Ordo Missae.

## Dans la fiction
- 2002 : Jean XXIII: Le pape du peuple, film de Giorgio Capitani, joué par Claude Rich.

## Publications
- Bref examen critique du nouvel Ordo Missae (avec Antonio Bacci, préface de Raymond Burke), Contretemps, 2023  (ISBN 978-2-916951-28-7)